# Burg Binningen
Die Burg Binningen ist eine abgegangene Höhenburg auf dem 510 m ü. NN hohen Kirchhügel des Ortsteils Binningen der Gemeinde Hilzingen im Landkreis Konstanz in Baden-Württemberg.
Die wahrscheinliche Burg wurde 1482/83 als Turm erwähnt. Wegen der Gefahr eines Abrutschen des Geländes wurde der Turm nach 1695 abgebrochen, da er auch die benachbarte Kirche gefährdete. Möglicherweise wurde das zwischen 1705 und 1707 erbaute Schloss Binningen der Freiherren von Hornstein als Nachfolgebauwerk der Burg errichtet.
Von der ehemaligen Burganlage haben sich keine baulichen Reste erhalten.